# Omar Sangare
Omar Sangare (ur. 14 listopada 1970 w Stalowej Woli) – polski aktor, reżyser, pedagog i pisarz, mieszkający na stałe w Nowym Jorku.
Wykładowca na uczelni Williams College w Massachusetts. Na zaproszenie British American Drama Academy współpracował z Jeremym Ironsem, Alanem Rickmanem i Derekiem Jacobim w Balliol College w Oxfordzie. W 2006 otrzymał stopień doktora Akademii Teatralnej w Warszawie.

## Życiorys

### Rodzina i edukacja
Urodził się i dorastał w Stalowej Woli. Od strony ojca ma malijskie korzenie, a jego matka była Polką. Ma siostrę, Oumou Sangaré, która została piosenkarką.
Był ministrantem, ratownikiem wodnym i harcerzem. Uczęszczał do Publicznej Szkoły Podstawowej nr 3 im. Bohaterów Westerplatte. Był uczniem Państwowej Szkoły Muzycznej. Ukończył Liceum Ogólnokształcące im. KEN, gdzie zainteresował się teatrem i wystąpił w szkolnym przedstawieniu Ferdydurke. Uczęszczał na zajęcia w Miejskim Domu Kultury, gdzie poznał aktorkę Barbarę Wrzesińską, która pomogła mu zdobyć angaż do teatru w Warszawie.
W 1993 ukończył studia w Akademii Teatralnej w Warszawie.

### Kariera
Na scenie grał m.in.: Horacja w Hamlecie, Paula w Szóstym stopniu oddalenia Guare’a, Abada w Que West Koltesa, Świętoszka w sztuce Moliera oraz główną rolę w przedstawieniu Frankenstein.
Zagrał w filmach: Tak tak (1991) ze Zbigniewem Zamachowskim, Wszystko co najważniejsze... (1992) Roberta Glińskiego, Sprawa kobiet (Le Violeur Impuni, 1992) Janusza Zaorskiego, Smacznego, telewizorku (1992) Pawła Trzaski i Jim Lukaszewicza, Enak (1993) Sławomira Idziaka, Wynajmę pokój... (1993) Andrzeja Titkowa, Oczy niebieskie (1994) Waldemara Szarka, Tato (1995) Macieja Ślesickego, Gry uliczne (1996) Krzysztofa Krauzego, Egoiści (2000) Mariusza Trelińskiego a także w serialu Miodowe Lata (1999).
Użyczył także swojego głosu w dubbingu w filmach, takich jak Mała Syrenka (jako Krab Sebastian), Miasto piesprawia (jako Elliot Shag), ReBoot (jako Bob) czy Radiostacja Roscoe (jako River) oraz w serialu Leśna rodzina.
Prowadził Master Class dla przedstawicieli Młodzieżowego Parlamentu Europejskiego podczas Festiwalu Teatralnego w Edynburgu. Współpracował m.in. z Uniwersytetem Kalifornijskim w Los Angeles, San Diego i Santa Barbara oraz Uniwersytetem Wesleyan. Wykłada na Wydziale Sztuk Teatralnych w Williams College, uczelni z rankingu America’s Best Colleges.
Pojawiał się w programach TVP, m.in. Kabarecie Olgi Lipińskiej, Słów cięcie-gięcie Szymona Majewskiego.
W 1999 wyreżyserował dla Telewizji Polskiej swój autorski program Język dla zaawansowanych. W tym samym roku wyreżyserował w Red Room Theater na Manhattanie własną sztukę Julia. Zagrała w niej amerykańska aktorka Deborah Latz. Zagrał tytułową rolę w wyróżnionej przez „Newsday” i „The New York Times” nowojorskiej inscenizacji Otella. W 2003 w Teatrze Telewizji wystąpił w produkcji Akwizytorom dziękujemy w reż. Ryszarda Bugajskiego.
Ma na koncie kilka tekstów literackich: dwa zbiory poezji Krajobraz Duszy i Postscriptum, zbiory opowiadań Bajki dla Starego Konia, Bajki dla Czarnej Owcy, Bajki dla Porządnego Człowieka, muzyczny cd-album On, publikacje felietonów, a także scenariusze teatralne, telewizyjne i filmowe. Jego ostatnia publikacja to Biały z zazdrości. Otello Williama Szekspira. Jest to książkowa wersja jego pracy doktorskiej obronionej w warszawskiej Akademii Teatralnej. Ukazała się nakładem wydawnictwa Nowy Świat w 2010 roku. Za pozycję tę został uhonorowany nagrodą literacką swojej rodzinnej miejscowości „Gałązką Sosny”.
W lutym 2005 za interpretację własnego monodramu True Theater Critic zdobył pierwszą nagrodę na Festiwalu Jednego Aktora w Vancouver. W latach 2005–2006 występował gościnnie w programie Szymon Majewski Show, w którym parodiował postaci, takie jak: Tina Turner, Frank Sinatra i wokalistę grupy Village People. W 2007 powołał Międzynarodowy Festiwal Teatralny Dialogue ONE w Stanach Zjednoczonych, któremu przewodniczy jako dyrektor artystyczny. W tym samym roku rocznik „Strumień” opublikował obszerny esej opracowany na podstawie jego pracy doktorskiej nt. Otella.
Od 2010 patronuje Festiwalowi Teatralnemu United Solo w Nowym Jorku. Przy okazji wizyty Baracka Obamy w Polsce w 2011 roku został zaproszony do udziału w projekcie promującym polsko-amerykańskie relacje. Departament Stanu USA wyprodukował trzy krótkometrażowe filmy przedstawiające karierę Sangare w Ameryce. 18 grudnia 2011 został Ambasadorem Stalowej Woli.

### Życie prywatne
Jest gejem. W 2015 zawarł związek małżeński w Nowym Jorku, który trzy lata później zakończył się rozwodem. Ma córkę Zahrę (ur. 2018) i syna Maximiliana (ur. 2021).

## Nagrody i wyróżnienia
Zdobywca wyróżnienia krytyków „Denver Post” i „Chicago Reader”. 
Laureat nagrody Stowarzyszenia Obrońców Misji Amerykańskiej, nagrody Dziennikarzy Wrocławia i nagrody Polskiego Radia. Uhonorowany dyplomem Festiwalu Teatralnego w Kijowie. Zdobywca Grand Prix Festiwalu Teatralnego we Wrocławiu. Za swój autorski monodram, Recenzent Naprawdę Teatralny, otrzymał tytuł najlepszego aktora na Festiwalu Teatrów Niezależnych w Nowym Jorku i nagrodę za najlepszy spektakl na Festiwalu Teatralnym w San Francisco.